# Андерсън (окръг, Тенеси)
Вижте пояснителната страница за други значения на Андерсън.
Окръг Андерсън (на английски: Anderson County) е окръг в щата Тенеси, Съединени американски щати. Площта му е 894 km², а населението - 71 330 души (2000). Административен център е град Клинтън.